# Neotanais insignis
Neotanais insignis är en kräftdjursart som beskrevs av Rosalia Konstantinovna Kudinova-Pasternak 1978. Neotanais insignis ingår i släktet Neotanais och familjen Neotanaidae. Inga underarter finns listade i Catalogue of Life.